# Saint-Pierre-du-Jonquet
Saint-Pierre-du-Jonquet ist eine französische Gemeinde mit 291 Einwohnern (Stand: 1. Januar 2022) im Département Calvados in der Region Normandie; sie gehört zum Arrondissement Caen und zum Kanton Troarn.

## Geographie
Saint-Pierre-du-Jonquet liegt etwa 20 Kilometer östlich von Caen. Der Fluss Muance bildet die westliche Gemeindegrenze, die Dives im Norden. Umgeben wird Saint-Pierre-du-Jonquet von den Nachbargemeinden Saint-Samson im Norden und Nordwesten, Hotot-en-Auge im Nordosten, Saint-Ouen-du-Mesnil-Oger im Osten, Argences im Süden und Südwesten, Janville im Westen sowie Troarn im Nordwesten.

## Bevölkerungsentwicklung
| Jahr      | 1962 | 1968 | 1975 | 1982 | 1990 | 1999 | 2006 | 2013 |
| Einwohner | 133  | 143  | 138  | 143  | 146  | 155  | 174  | 212  |

Quelle: INSEE

## Sehenswürdigkeiten
- Kirche Saint-Pierre, 1757 erbaut, seit 1996 Monument historique
- Schloss, erbaut 1750

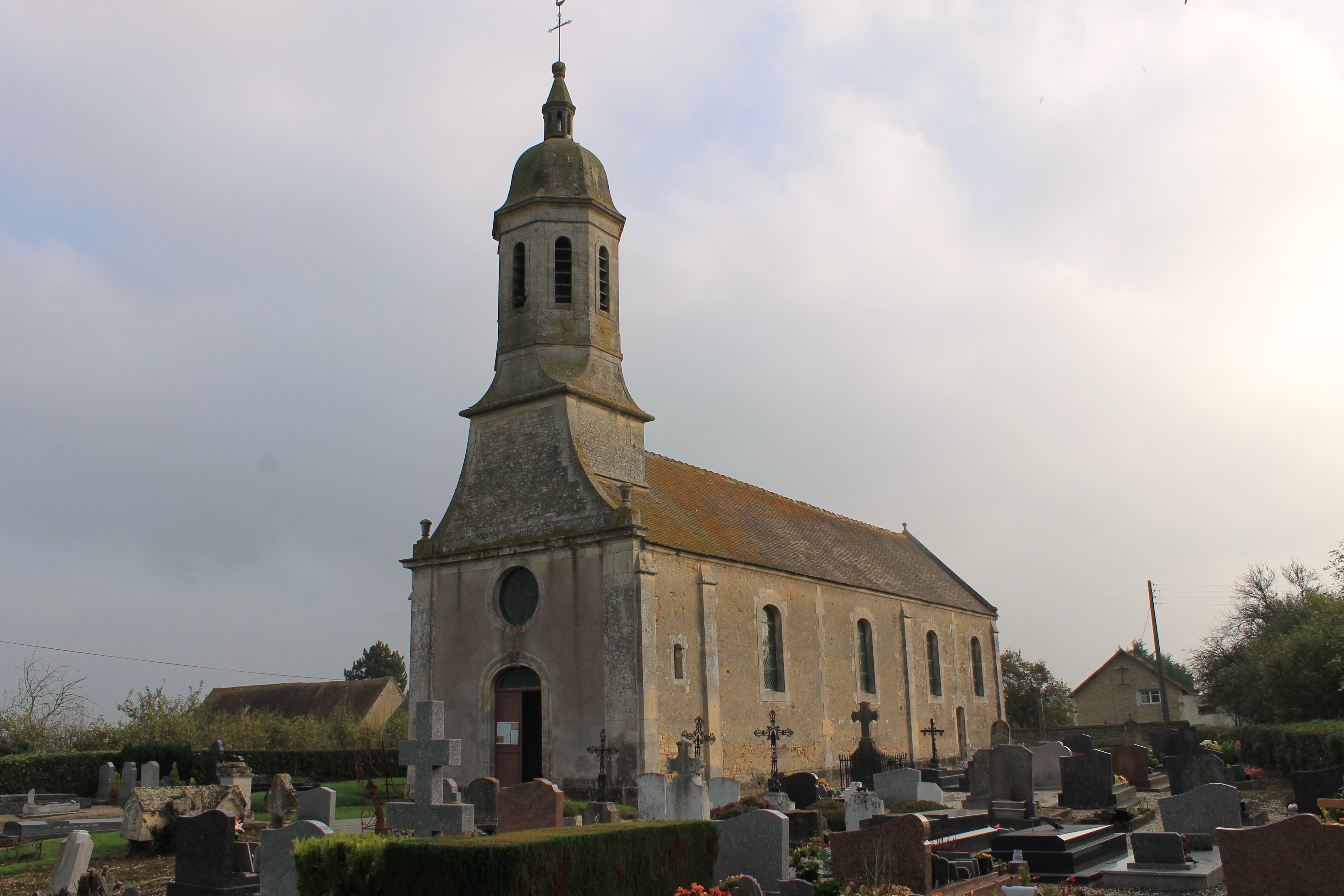
Kirche Saint-Pierre
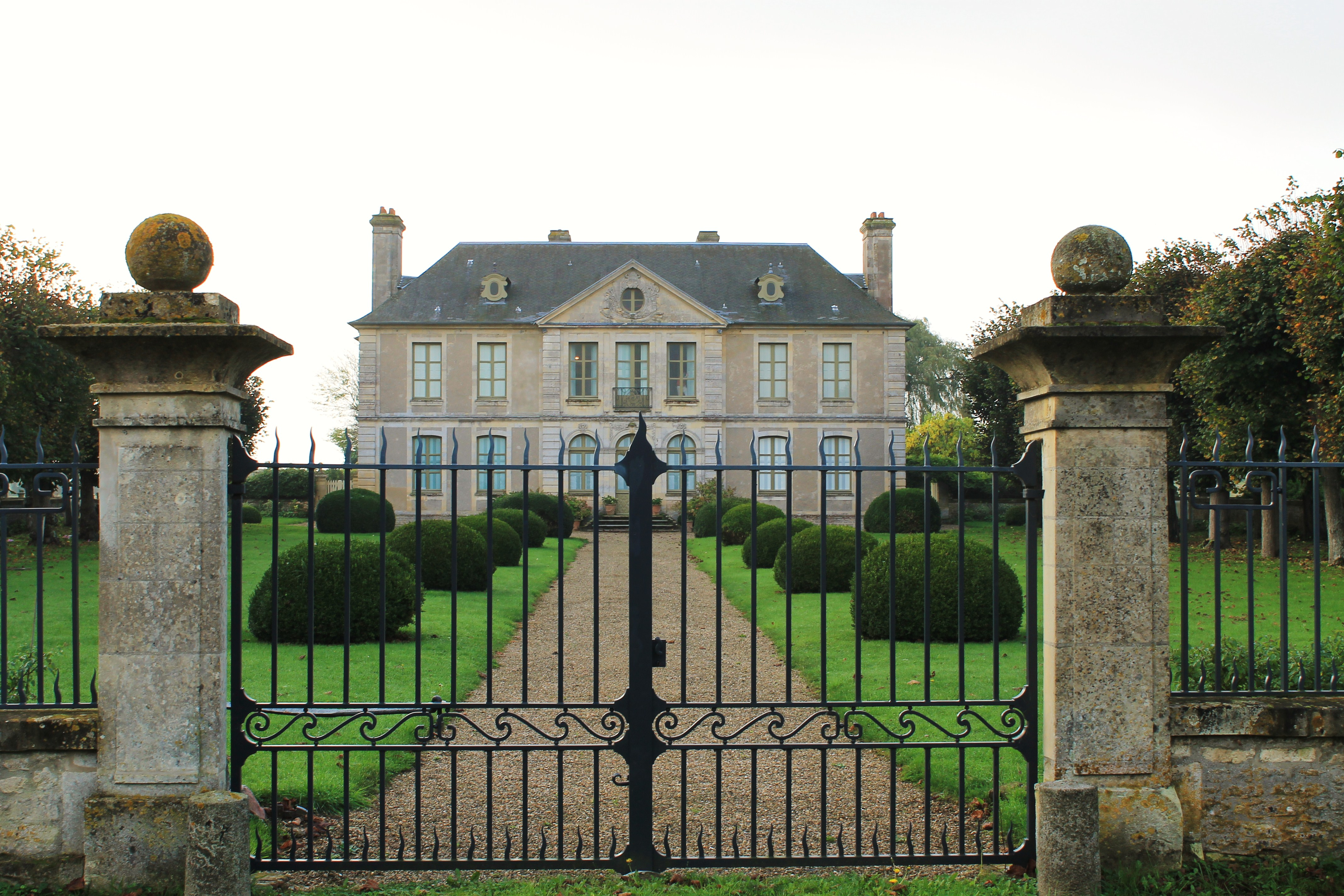
Schloss